# アルモニ (映画)
『アルモニ』(Harmonie) は、2014年3月1日に『アニメミライ2014』の一作として公開されたウルトラスーパーピクチャーズ制作のアニメ映画作品。

## 概要
若手アニメーター育成プロジェクトの参加作品として『大きい1年生と小さな2年生』『パロルのみらい島』『黒の栖-クロノス-』と共に2014年3月1日に公開された。
監督の吉浦康裕曰く、人間の芝居がメインの作品において、絵コンテを描く段階で普段なら「ちょっと失敗しそうだからやめておこう」と外す難易度の高い芝居や演技を意図的に盛り込んだという。

## あらすじ
友人と一緒に昨晩のアニメについて熱く語ることを楽しみとする高校生・本城彰男は、クラスメイト・真境名樹里のことが気になっていた。ある日、彰男は樹里の世界に触れることになる。

## キャスト
- 本城彰男 - 松岡禎丞
- 真境名樹里 - 上田麗奈
- マユミ - 沼倉愛美
- リョーコ - 大地葉
- 吉田 - 松本健太
- 渡辺 - 岩崎了
- 後藤 - 古川慎

## スタッフ
- 原作・脚本・監督 - 吉浦康裕
- キャラクター原案 - 茶山隆介
- キャラクターデザイン・作画監督 - 碇谷敦
- 作画監督補佐 - 又賀大介
- 中堅原画 - 奥居久明、中森晃太郎
- 若手原画 - 斉藤健吾、駒本藍子、浅利歩惟、平村直紀、澤田恭平、西海賢嗣
- 作画協力 - 八島祥子
- 動画監督 - 大谷久美子
- デザインワークス - 茶山隆介、西海賢嗣、和田夏樹、杏仁豆腐、金子雄司、吉浦康裕
- 美術監督 - 金子雄司
- CG美術 - 和田夏樹
- 撮影・編集 - 吉浦康裕、土田栄司、櫻田知之
- 色彩設計・色指定・検査 - 中内照美
- メインテーマ - KOKIA「アルモニ」
- 音楽 - 石川智久
- 音楽制作プロデュース - 山田公平（アップライツ）
- 制作プロデューサー - 稲垣亮祐
- アニメーション制作 - スタジオ・リッカ
- 製作 - ウルトラスーパーピクチャーズ

## 放送局
| 放送地域   | 放送局   | 放送期間      | 放送日時           | 放送系列 | 備考 |
| ---------- | -------- | ------------- | ------------------ | -------- | ---- |
| 近畿広域圏 | 毎日放送 | 2014年3月31日 | 月曜 26:49 - 27:19 | TBS系列  |      |

## Blu-ray
- 商品名「アニメミライ2014」

品番 - ANTX33003
2014年3月22日・23日の『Anime Japan 2014』で会場販売。
- 商品名「アルモニ コレクターズ・エディション」

品番 - AXCA-10911（BD）、ACBA-10911（DVD）
発売元：アスミック・エース、販売元：KADOKAWA/角川書店
2014年11月28日発売